# Штуттергейм, Генрих Готлиб фон
Барон (с 1765) Генрих Готлиб фон Штуттергейм (в русских источниках обычно: Стутергейм; нем. Heinrich Gottlieb von Stutterheim; 1718 — 1789) — саксонский генерал-лейтенант и министр иностранных дел, андреевский и александровский кавалер (1779).

## Биография
Родился в 1718 году в дворянской семье Кристиана Иеронима фон Штуттергейма. В раннем возрасте поступил на службу в пехотный полк, командиром которого был его отец. В чине прапорщика (фендрика) принимал участие в Войне за польское наследство (1733—1735) и отличился при осаде Данцига.
В дальнейшем служил офицером в саксонской гвардии, в составе которой участвовал в Силезских войнах и Войне за австрийское наследство. В 1752 году стал подполковником саксонского полка гвардейской кавалерии — Гар-дю-кор (фр. Garde du Corps), который являлся аналогом русских кавалергардов.
В самом начале Семилетней войны Штуттергейм вместе со своим полком попал в прусский плен после капитуляции саксонских войск под Пирной, по необычным условиям которой саксонские офицеры были отпущены, тогда как солдаты поступили на усиление полков одержавшей победу прусской армии.
В 1759 году Штуттергейм входил в число чинов свиты саксонских принцев Альберта и Клеменса. 1 декабря того же года он был произведён в полковники и назначен флигель-адъютантом.
После окончания войны, Штуттергейм был отправлен саксонским послом в Пруссию. С 1772 года — генерал-майор. Проработав послом в Берлине долгое время (1764—1777), он был отозван в Дрезден, столицу Саксонии, чтобы занять должность министра иностранных дел. Находясь в этой должности, в 1779 году был пожалован русским орденом Андрея Первозванного, а с ним, по традиции, и орденом Святого Александра Невского. В 1780 году, занимая ту же должность, был повышен до генерал-лейтенанта.
Штуттергейм никогда не был женат, но имел узаконенного внебрачного сына, которому передал свой титул и состояние. Вильгельм фон Штуттергейм (1770—1811) состоял на австрийской службы, был кавалером ордена Марии-Терезии (высшая австрийская награда за доблесть в бою) за отличие в сражении при Ваграме (1809), в 1811 году получил чин фельдмаршал-лейтенанта (генерал-лейтенанта), однако погиб, покончил с собой или был убит в день производства в чин.